# Вячеславська сільська рада
Вячеславська сільська рада — колишній орган місцевого самоврядування у Приморському районі Запорізької області з адміністративним центром у с. Вячеславка.

## Загальні відомості
Історична дата утворення: 1862 рік. Водойми на території сільради: ріка Лозоватка.

## Населені пункти
Сільській раді були підпорядковані населені пункти:
- с. Вячеславка
- с. Маринівка

## Склад ради
Рада складалася з 16 депутатів та голови.
Партійний склад ради: Партія регіонів — 12, Партія промисловців і підприємців України — 1, Самовисування — 3.

### Керівний склад ради
| ПІБ                         | Основні відомості                                                                     | Дата обрання | Дата звільнення |
| --------------------------- | ------------------------------------------------------------------------------------- | ------------ | --------------- |
| Чернєв Валентин Георгійович | Сільський голова, 1950 року народження, освіта, член народної партії                  | 26.03.2006   | 31.10.2010      |
| Пейчев Іван Іванович        | Сільський голова, 1960 року народження, освіта незакінчена вища, член Партії регіонів | 31.10.2010   |                 |

Примітка: таблиця складена за даними джерела